# Bad Alexandersbad
Bad Alexandersbad je lázeňská obec v německé spolkové zemi Bavorsko, v zemském okrese Wunsiedel im Fichtelgebirge. V obci se nacházejí minerální a slatinné lázně.

## Historie
Zpočátku jako část markrabství Braniborsko-Bayreuthského (od roku 1792 pruského), připadla obec Bad Alexandersbad po Míru z Tilsit v roce 1806 Francii. O pár let později, v roce 1810 připadla obec Bavorsku. V rámci správní reformy Bavorska jsou lázně Alexandersbad od roku 1818 obcí.
V roce 1838 byly dr. Georgem Fikentscherem založeny v Bad Alexandersbad první lázně v Bavorsku, kde se léčilo studenou vodou. Již v roce 1839 byly lázně přeměněny v akciovou společnost, kde se vystřídalo několik majitelů.

## Geografie

### Místní části
- Dünkelhammer
- Kleinwendern
- Sichersreuth
- Tiefenbach

## Obyvatelstvo
| Rok            | 1970 | 1987  | 2000  |
| -------------- | ---- | ----- | ----- |
| Počet obyvatel | 968  | 1 238 | 1 337 |